# Girolamo Landriani
Girolamo Landriani (... – Cremona, 25 febbraio 1525) è stato un politico, giurista e religioso italiano.

## Biografia
Figlio illegittimo di Antonio Landriani, partigiano delle dinastie dei Visconti prima e degli Sforza poi, Girolamo entrò presto nell'ordine degli Umiliati divenendo nel 1479 prevosto del convento di Sant'Abbondio. Laureato in utroque iure, Girolamo Landriani svolse anche incarichi di carattere politico presso Galeazzo Maria e Ludovico il Moro: quest'ultimo gli confermò la nomina a maestro generale degli Umiliati nonostante fosse stato eletto regolarmente Simone De Plenis. Il Moro gli rinnovò la sua fiducia nominandolo capo di un'ambasceria a Roma presso Alessandro VI per perorare la causa del fratello, il cardinale Ascanio Maria Sforza, caduto in disgrazia presso papa Borgia. La posizione del Landriani fu solida fino alla caduta di Ludovico il Moro davanti all'avanzata delle truppe francesi: nominato membro di un consiglio di reggenza dallo stesso duca di Milano, Gerolamo Landriani dovette fuggire presso l'imperatore Massimiliano I d'Asburgo presso il quale svolse vari incarichi diplomatici. Rientrato a Milano con la restaurazione forzesca sotto Ercole Massimiliano e fuggito dal capoluogo lombardo con il ritorno di Francesco I di Francia, il Landriani poté rientrare in città nel 1517 grazie ad un'amnistia dello stesso sovrano francese. Morì a Cremona il 25 febbraio 1525. Il Landriani è ricordato inoltre per essere stato un amante della cultura umanistica, frequentando il cenacolo di Giorgio Merula e di Jacopo Antiquari.